# Holy Love
「Holy Love」（ホーリー・ラブ）は、Little Seraphの4作目のシングル。2002年1月25日、Wonder-Factoryより発売された。

## 概要
- 声優の丹下桜が、Little Seraph名義でリリースした楽曲。作詞は、SERA名義となっている。
- WONDER-NETのみでの販売で、市販はされていない。
- 初回限定盤には、ANGELIC ALICEスペシャルトランプカードのスペード2、3が封入されている。
- 現在もWONDER-NET上で発売されている。

## 収録曲
1. MEMORIAL SAVER [5:10]
作詞：SERA、作曲・編曲：Hidenori Maezawa
2. Holy Love [4:56]
作詞：SERA、作曲・編曲：Yasuo Asai
3. 光りの勇者 [4:57]
作詞：SERA、作曲・編曲：Hidenori Maezawa

## 収録作品
アルバム
- オリジナルアルバム『WONDER-MUSEUM 2』（2003年1月1日発売）
  - Memorial Saver（Album Version）
  - HOLY LOVE
  - 光りの勇者